# ابراهیم تاکشتی
ابراهیم بن محمد تاکُشتی با کُنیهٔ ابواسحاق و شهرتِ ظریفی (۱۶۵۸–۱۷۲۳م) صوفی، ادیب مغربی بود. از اهالی قبیلهٔ تاکشت در مغرب بود. در مصر پس از بازگشت از حج درگذشت. پیکرش را به زادگاهش بردند و دفن کردند. تحفة الحبیب اثر برجستهٔ اوست. حاشیه‌ها و تنبیهاتی نیز نگاشت.